# Илюшин, Валериан Фёдорович
Валериан Фёдорович Илюшин (16 [28] августа 1888, Пенза — 22 декабря 1979, Курган) — советский художник и педагог; Заслуженный деятель искусств Аджарской АССР (1941), Заслуженный работник культуры РСФСР (1965), заслуженный педагог Грузинской ССР, член Союза художников СССР (с 1935 года).

## Биография
Валериан Илюшин родился 16 (28) августа 1888 года в городе Пензе Пензенской губернии, ныне город — административный центр Пензенской области. Родители: Федор Мокеевич и Мария Федоровна. В два года Валериан остался сиротой и воспитывался у тётки. Окончил гимназию.
В 1907 году окончил Пензенское художественное училище, его педагогами были А. Ф. Афанасьев и К. А. Савицкий; выпускная картина «Песнь про старину». После этого работал в Батуми (1907—1942). В 1911 году ездил в Королевство Италия, где создал большой цикл художественных произведений на итальянские мотивы. Преподавал рисование и черчение в батумском ремесленном училище, гимназиях, педагогическом техникуме, Московском художественном училище памяти 1905 года, Аджарском художественном училище, был директором Батумского училища. Член Союза художников СССР с 1935 года. Был одним из организаторов Батумского филиала Ассоциация художников революционной России.
В сентябре 1942 — мае 1945 жил и работал в Самарканде, преподавал в Самаркандском художественном училище, был завучем.
6 июня 1945 года переехал в Кургане, так как в курганском госпитале лечился сын Николай. Был в числе организаторов Курганского отделения Союза Художников СССР. В Кургане организовал студию изобразительного искусства при областном Доме народного творчества, ввёл в городе традицию проведения художественных выставок. Известные ученики: Роза Боровикова, Иван Лохматов, Вячеслав Пичугин, Владимир Андрушкевич, Борис Лапшин, Анатолий Морозов, Валентин Коршунов, Александр Петухов, Борис Колбин, Геннадий Иванчин, Фаина Ланина, Герман Травников. Помимо изостудии, в начале 1950-х годов, Илюшин работал учителем рисования в школе № 10, а с 1955 до выхода на пенсию в 1959 году вёл в городском Доме пионеров кружок изобразительных искусств.
Много времени В. Ф. Илюшин уделял оформлению города, занимался общественной работой. Свою последнюю персональную выставку Валериан Фёдорович открыл к 90-летию со дня своего рождения.
Валериан Фёдорович Илюшин умер 22 декабря 1979 года в городе Кургане. Похоронен на Новом Рябковском кладбище города Кургана Курганской области.

## Творчество
Приверженец художественных традиций русской реалистической школы.
Автор работ «Голова старика» (1910), «Кустари Аджарии» (1925), «Яблони цветут» (1968), «В. И. Ленин на Курганском вокзале по пути в ссылку», «Слобода Царево городище», «Встреча Никиты Сергеевича Хрущёва на Курганском вокзале», «Форпост Утятский», портретов скульптора С. Д. Эрьзи (1924, 1967, 1971) и др.
Большая часть творческого наследия Илюшина находится в музеях Аджарии. В собрании Курганского областного художественного музея хранится более 100 произведений В. Ф. Илюшина. Также его работы находятся в Челябинской областной картинной галерее, Екатеринбургском музее изобразительных искусств и других местах.

## Награды и звания
- Орден Трудового Красного Знамени
- Заслуженный педагог Грузинской ССР
- Заслуженный работник культуры РСФСР (1965)
- Заслуженный педагог Аджарской АССР (1934)
- Заслуженный деятель искусств Аджарской АССР (1941)
- Заслуженный художник Аджарской АССР
- Медаль «В ознаменование 100-летия со дня рождения Владимира Ильича Ленина»
- Почётные грамоты Министерства просвещения РСФСР

## Память
Мемориальная доска на доме, где жил художник, г. Курган, ул. Гоголя, 34; открыта 29 августа 2012 года, скульптор Виктор Алексеевич Епишев. Текст с доски: «В этом доме жил и работал художник Илюшин Валериан Федорович 1888 г. — 1979 г. Основоположник профессионального изобразительного искусства в Зауралье».

## Семья
- Жена Екатерина Ивановна (умерла в ноябре 1946 года).
  - Сын Николай, участник Великой Отечественной войны, преподавал черчение и рисование в школе № 11 г. Кургана.
  - Дочь Лидия, студентка Ленинградской академии художеств, умерла в годы Великой Отечественной войны в Самарканде.
- Приёмный сын Степан, участник Великой Отечественной войны.